# 一切如来心秘密全身舎利宝筺印陀羅尼経

梵字の宝篋印陀羅尼五輪塔

一切如来心秘密全身舎利宝篋印陀羅尼経（いっさいにょらいしんひみつぜんしんしゃりほうきょういんだらにきょう、以下本ページでは宝篋印陀羅尼経と略称す）は中国の唐代に三蔵法師の不空によって漢訳された、密教由来の経典。この経典の中の陀羅尼は宝篋印陀羅尼（正式には一切如来心秘密全身舎利宝篋印陀羅尼）と呼ばれ、造仏、造塔時にその中へ写経されたものが納経されたりする。
少なくとも類似の異本が合わせて三編伝えられている。わが国で広く流布する(大正蔵B 1928, p. 712 - 715)の祖本である金剛寿院本は偽経であるとする異説がある。
釈迦が供養した直後に朽ち果てた仏塔が突如眩しく光りだして、地中から彼を褒め称える大音声がしたという説話の部分は、法華経見宝塔品第十一のものに似る。
この経を写経すれば現世利益があるとされ、宝篋印塔に納経される。

## 加持
土の中から声がした時、微笑しつつ流涙しながら釈迦がその廃塔の周りを右回りに三回回って礼拝したと経は記す。
これに因んで、宝篋印塔の周りを右回りに回って礼拝すれば、その功徳により特別な加持があると経は説く。すなわち阿鼻地獄に堕ちて塔を一礼拝あるいは一右遶すれば地獄門は塞がり菩提路が開く、あるいは幸福を求めて塔に一華一香礼拝供養し右旋行すると、この功徳により一切の願いがかなうとされる。